# Projekt 1174
Projekt 1174 (v kódu NATO třída Ivan Rogov) je třída výsadkových a velitelských lodí sovětského námořnictva z doby studené války. Po rozpadu SSSR je převzalo nástupnické Rusko. Ze tří postavených lodí je v aktivní službě pouze nejnovější loď Mitrofan Moskalenko.

## Stavba

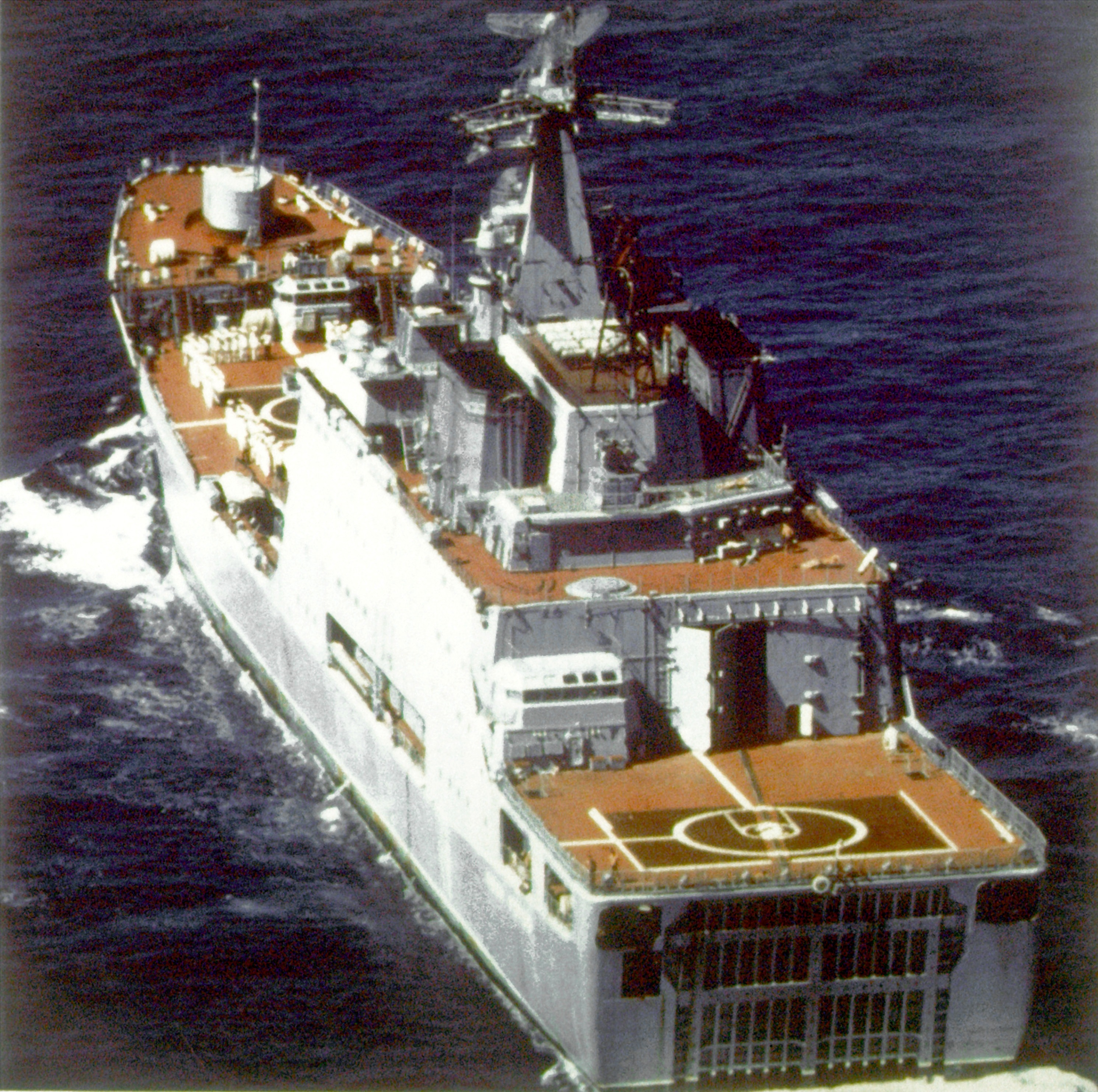
Ivan Rogov

Celá třída byla pro sovětské námořnictvo stavěna kaliningradskou loděnicí Jantar. Postaveny byly tři jednotky – Ivan Rogov, Alexandr Nikolajev a Mitrofan Moskalenko. Čtvrtá jednotka již nebyla dokončena.

## Konstrukce

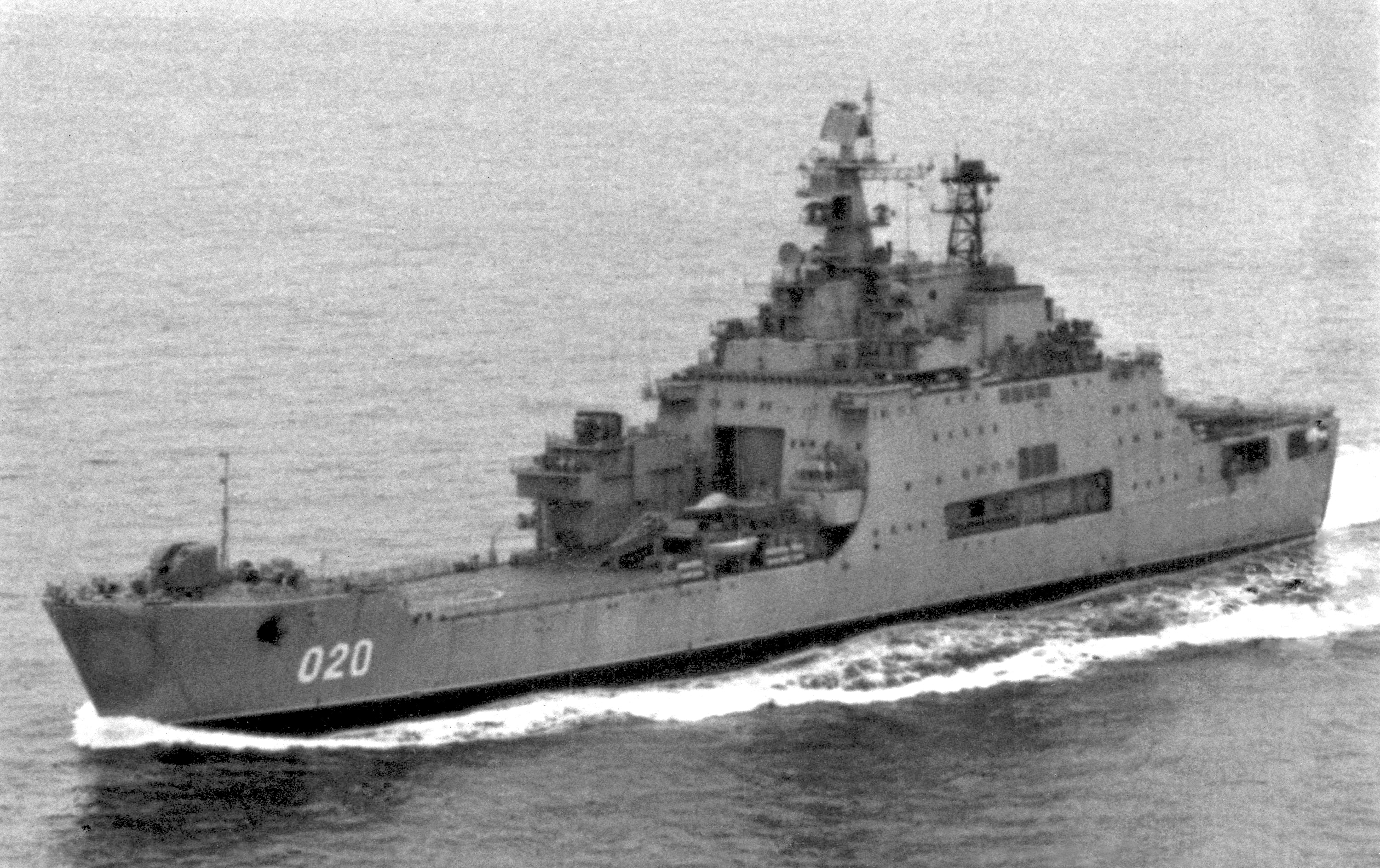
Mitrofan Moskalenko v roce 1994

Plavidla mají originální koncepci s dvojicí přistávacích plošin pro vrtulníky typů, kterých může být hangárováno 5 typu Ka-25 či čtyři typů Ka-27 a Ka-29. Výsadek tvoří například prapor 520 mariňáků a 25 tanků (pokud vozidla stojí i v doku, může být na palubě 53 tanků či 80 obrněných transportérů). Loď mohou opustit buď příďovou rampou či výsadkovými čluny, operujícími ze záďového palubního doku o rozměrech 67,5 x 12,3 m.
Hlavňovou výzbroj lodí tvoří jedna dvouhlavňová věž se 76mm lodními kanóny AK-726 a čtyři 30mm systémy blízké obrany AK-630. K protivzdušné obraně slouží dvojité vypouštěcí zařízení řízených střel krátkého dosahu Osa-M se zásobou 20 střel a dvě čtyřnásobná sila řízených střel velmi krátkého dosahu Strela-2. Pro palebnou podporu výsadku slouží dva 122mm raketomety Grad-M se zásobou 320 raket. Pohonný systém tvoří dvě plynové turbíny M8K. Nejvyšší rychlost dosahuje 20 uzlů.